# Dylan Hartley
Dylan Hartley (Rotorua, 23 de marzo de 1986) es un exjugador inglés de rugby nacido en Nueva Zelanda y de madre inglesa que se desempeñaba como hooker para la Selección de rugby de Inglaterra, y para los Northampton Saints de la Premiership inglesa.

## Carrera
Hartley comienza su carrera profesional en la temporada 2005-06 de la mano de Worcester Warriors en la European Challenge Cup llegando a jugar dos partidos de esa competición. Ese mismo verano pasó a formar parte de las categorías inferiores de Northampton Saints. El primer partido como profesional con su nuevo equipo lo haría en los cuartos de final de la Copa Heineken 2006-2007 enfrentándose a Biarritz Olympique. Esa temporada no fue muy satisfactoria para el equipo ya que perdió la categoría.
La siguiente temporada Northampton ganó el trofeo EDF Energy volviendo a la máxima categoría del rugby inglés. Su primer éxito deportivo llegó esa misma temporada al proclamarse campeón de la European Challenge Cup al derrotar por un marcador de 15-3 a CS Bourgoin-Jallieu. El 22 de julio de 2009, Hartley fue nombrado capitán de los Saints, en sustitución de Bruce Reihana.
En 2011 los Saints consiguen llegar a la dinal de la Heineken Cup donde perdieron contra el equipo irlandés de Leinster por el marcador de 33-22. Una vez más llegan a una final esta vez la de la Premiership esta vez ante Leicester Tigers perdiendo nuevamente la oportunidad de levantar un título al perder 37-17 Aunque solo tuvo que esperar una temporada para resarcirse de las dos finales anteriormente perdidas ya que en la temporada 2013-14 ganan la final con el marcador de 24-20 ante Saracens
El 17 de diciembre de 2014, Northampton Saints anunció que Hartley había ampliado su contrato por un período de 3 años, a pesar de una oferta más lucrativa por parte de Montpellier HRC, además Hartley expresó su deseo de seguir siendo elegible por la selección de Inglaterra.

## Selección nacional
Hartley jugó con la selección inglesa sub-21 en el Campeonato Mundial de Rugby de la categoría. En febrero de 2007, Hartley jugó con un combinado que formaron una selección B de Inglaterra jugando contra Italia, pero su debut oficial lo hizo en los test matches de 2008 al enfrentarse a un combinado de las islas del pacífico donde ganaron por 39-13.
En 2011 consigue su primer título como profesional al proclamarse ganador del Seis Naciones. En 2015 es convocado por el entrenador Stuart Lancaster para formar parte del grupo de 36 jugadores que disputarían el mundial celebrado en Inglaterra.
Hartley fue nombrado como el nuevo capitán de Inglaterra por el seleccionador Eddie Jones para el Torneo de las Seis Naciones 2016 al reemplazar al anterior capitán Chris Robshaw, donde Inglaterra pasó a ganar el Grand Slam.
Tras la victoria de Grand Slam de Inglaterra, fue capitán del equipo que logró ganar la primera vez lejos de la Serie de Inglaterra contra Australia en junio de 2016, y durante la serie se convirtió en el hooker con más partidos de Inglaterra de todos los tiempos. 
Después de regresar de una lesión durante la temporada 2016/17, Hartley fue nombrado en el plantel de 32 jugadores para el 2016 Internationales de otoño junto a su compañero Santos Northampton Courtney Lawes , Teimana Harrison y Tom Wood. En 2017 mantuvieron la racha de victorias que les hizo llevar hasta el récord de los All Blacks con 18 consecutivas, dando lugar a la consecución del 6 naciones, pero en la última jornada perdieron ante Irlanda perdiendo la posibilidad de alzarse con el Gran Slam.

## Palmarés y distinciones notables
- Campeón Challenge Cup 2013-2014 (Saints)
- Campeón Aviva Premiership 2013-2014 (Saints)
- Campeón Seis Naciones 2016 y 2017 (Inglaterra)